# Abierto de Estados Unidos 1979
El Abierto de Estados Unidos 1979 es un torneo de tenis disputado en superficie dura, siendo el cuarto y último torneo del Grand Slam del año.

## Finales

### Senior

#### Individuales masculinos[1]
John McEnroe vence a  Vitas Gerulaitis, 7–5, 6–3, 6–3

#### Individuales femeninos[2]
Tracy Austin vence a  Chris Evert, 6–4, 6–3

#### Dobles masculinos[3]
John McEnroe /  Peter Fleming  vencen a  Bob Lutz /  Stan Smith, 6-2, 6-4

#### Dobles femeninos[4]
Betty Stöve /  Wendy Turnbull vencen a  Billie Jean King  Martina Navratilova, 7-5, 6-3

#### Dobles mixto[5]
Greer Stevens /  Bob Hewitt vencen a  Betty Stöve /  Frew McMillan, 6–3, 7-5

### Junior[6]

#### Individuales masculinos
Scott Davis vence a  Jan Gunnarson, 6-3, 6-1

#### Individuales femeninos
Alycia Moulton vence a  Mary Lou Piatek, 7-6, 7-6

#### Dobles masculinos
El torneo comenzó en 1982.

#### Dobles femeninos
El torneo comenzó en 1982.